# هيوليثات
الهيوليثات (الاسم العلمي:†Hyolithidae) هي فصيلة من الرخويات تتبع رتبة الهيوليثيات من طائفة الهيوليثانية.

## التصنيف
- الهيوليث